# John Flaxman
John Flaxman (York, 6 luglio 1755 – Londra, 7 dicembre 1826) è stato uno scultore e disegnatore britannico.

## Opera
Importante per il ruolo attivo nella diffusione del gusto neoclassico in Gran Bretagna, è noto anche per i monumenti sepolcrali (tomba di Nelson nella cattedrale londinese di San Paolo). Quando Flaxman entrò all'Accademia, si era già fatto notare per le opere esposte alla Free Society of Arts, mentre un Assassinio di Giulio Cesare, era stato presentato nel 1769. Dal 1775 al 1787 fu incaricato di preparare disegni per tazze ed altri oggetti di ceramica da realizzare per conto della fabbrica di ceramiche di Wedgwood. Si trattava, secondo le intenzioni del proprietario di copiare gli antichi modelli dell'antichità e adattarli alla vita moderna. In Flaxman si affermò una tendenza che finì per acquistare in Gran Bretagna significato di tradizione e valore rappresentativo del neoclassicismo inglese.
Scomparsi chiaroscuro e rilievo tondeggiante, la definizione dei contorni fu affidata ad una grafia lineare. Così nei disegni che Flaxman preparò per i poemi di Omero, Dante, Eschilo ed Esiodo, che ebbero l'ammirazione di Ingres in Francia e di Bartolini in Italia.
Dal 1787 al 1794 Flaxman fu a Roma, per studiare l'antico. Scolpì in quegli anni Furia di Atamante. Tornato in Gran Bretagna, continuò a disegnare suppellettili, libri ed altro: ricordiamo la sua ricostruzione dello scudo di Achille in base alla descrizione di Omero. Importanti gli innumerevoli schizzi, ispirati a scene di vita quotidiana colte negli ambienti più diversi e realizzati con pochi tratti essenziali.